# Розиняно Маритимо
Розиня̀но Маритѝмо (на италиански: Rosignano Marittimo) е град и община в Централна Италия, провинция Ливорно, регион Тоскана. Разположен е на 147 m надморска височина. Населението на общината е 30 807 души (към 2018 г.).